# Доран, Мэри
Мэ́ри До́ран (англ. Mary Doran; 8 сентября 1910, Нью-Йорк, Нью-Йорк — 6 сентября 1995, Нью-Йорк, Нью-Йорк) — американская актриса кино. Она сыграла в более чем 80 фильмах между 1927 и 1944 годами.

## Биография
Мэри Доран выросла в своем родном городе Нью-Йорке. Она училась в Колумбийском университете и планировала карьеру учителя, прежде чем стать членом Ziegfeld Follies благодаря своему таланту в степных танцах. Там Доран был обнаружен и подписан Metro-Goldwyn-Mayer в 1928 году. Дебют в качестве актрисы состоялся в том же году в немом фильме «Half a Bride». Первая главная роль последовала в комедии Remote Control в 1930 году.
В последующие годы Доран снялась в более чем 50 фильмах, в том числе в «Бродвейской мелодии» и «Безумном кино». Однако в 1936 году, после восьми лет карьеры, она закончила карьеру актрисы.
Мэри Доран была замужем дважды: с 1932 года до развода в 1937 году с журналистом Джо Шерманом и с 1937 года до своей смерти с Куртисом Рейфенбергом. Доран продолжала жить в своем родном городе Нью-Йорке, где она умерла 6 сентября, за два дня до своего 85-летия.

## Избранная фильмография
| Год  |   | Русское название    | Оригинальное название | Роль           |
| ---- | - | ------------------- | --------------------- | -------------- |
| 1929 | ф | Бродвейская мелодия | The Broadway Melody   | Фло            |
| 1930 | ф | Развод              | The Divorcee          | Джанис Мередит |